# Doryscus varians
Doryscus varians is een keversoort uit de familie bladkevers (Chrysomelidae). De wetenschappelijke naam van de soort werd in 1933 gepubliceerd door Gressitt & Kimot als Trichobalya varians.